# Morcar
Morcar (1040 circa – Winchester, dopo il 1087) fu conte di Northumbria dal 1065 al 1066 quando con l'ascesa di Guglielmo il Conquistatore venne rimpiazzato da Copsi.

## L'inizio
Morcar nacque attorno al 1040 da Ælfgar, conte di Mercia ed Ælfgifu. Morcar sale alla ribalta nel 1065 quando la popolazione della Northumbria lo sceglie come conte di York. Una volta soddisfatta la popolazione del regno di Bernicia con un rimpasto di governo per le popolazioni al di là del Tyne ponendo al loro comando Osulf II di Bamburgh, figlio di Eadulf III di Bernicia che era stato ucciso nel 1041 Siward, conte di Northumbria Morcar si diresse verso sud per consolidare la propria posizione. Messi insieme gli uomini provenienti da Nottingham, Derby e Lincoln oltre che i membri della vecchia confederazione danese si incontrò con il fratello Edwin, conte di Mercia († 1071), che comandava un esercito di merciani e gallesi, a Northampton. Qui i fratelli insieme al loro esercito ribelle considerarono la proposta di pace fatta loro da Aroldo II d'Inghilterra, i negoziati continuarono a Oxford dove i rivoltosi insistettero perché Morcar venisse riconosciuto come conte di Northumbria, alla fine Aroldo cedette e il 28 ottobre la sua elezione venne legalizzata.

## Il 1066
Alla morte di Edoardo il Confessore Morcar professò la propria fedeltà ad Aroldo, ma il popolo del suo contado era scontento di tale decisione ed Aroldo visitò York, sede principale delle terre di Morcar, per placare il dissenso nella primavera del 1066. In estate Morcar si unì al fratello Edwin per scacciare le truppe di Tostig del Wessex, fratello di Aroldo, che stavano saccheggiando le coste merciane.
Tostig ed il proprio alleato Harald III di Norvegia invasero la Northumbria in settembre, ma evidentemente Morcar non era pronto per scontrarsi tanto che, fino a quando non minacciarono York, egli, finalmente unito al fratello Edwin non si fece incontro per affrontarli in quella che passò alla storia come la battaglia di Fulford e che vide la sconfitta dei due fratelli. Aroldo dovette muoversi in fretta per aiutare Morcar, giacché York si era arresa, e fu lui a scontrarsi con Harald e Tostig alla battaglia di Stamford Bridge dove i due trovarono la morte.
All'apparenza ingrati per questo intervento Morcar ed il fratello trattennero l'esercito al nord impedendogli di raggiungere quello di Aroldo per fronteggiare l'invasione dei normanni. Poco dopo la battaglia di Hastings Morcar ed il fratello arrivarono a Londra per mandare la sorella Edith di Mercia a Chester perché sollevasse i cittadini nella proposta di mettere uno di loro sul trono.
Essi appoggiarono la salita al trono di Edgardo Atheling, ma una volta viste disattese le loro speranze tornarono al nord sicuri che Guglielmo I d'Inghilterra non si sarebbe mai spinto tanto lontano. Non molto tempo dopo essi incontrarono il nuovo sovrano a Berkhamsted o a Barking, dopo la sua incoronazione, dove i due gli porsero i propri omaggi, gli fecero doni e gli lasciarono degli ostaggi, in cambio le loro posizioni vennero ripristinate. Guglielmo nel 1067 portò Morcar ed Edwin in Normandia e al suo ritorno li tenne a corte.

## In prigionia
Nel 1068 Morcar e il fratello lasciarono la corte, raggiunsero i propri contadi e si ribellarono contro Guglielmo. In questo erano supportati da molti inglesi e gallesi, monaci, membri del clero e i poveri erano sostanzialmente dalla loro parte e messaggi vennero spediti per tutto il regno perché la resistenza nei confronti di Guglielmo crescesse. Sembra probabile che, almeno nominalmente, ci fosse Edgar a capo della ribellione che era ampiamente sostenuto dalla Bernicia allora sotto il governo di Gospatric. Tuttavia pare che Morcar e il fratello fossero poco inclini a rischiare troppo, infatti andarono con i loro uomini a Warwick dove si arresero a Guglielmo che li perdonò e li riportò a corte dove vennero trattati, in apparenza, con favore. Senza la loro presenza la ribellione sprofondò nel nulla. Nel 1071 qualche fraintendimento sorse fra loro ed il re e Guglielmo, si racconta, era lì lì per mandarli in prigione quando essi scapparono alla chetichella dalla corte.
I due vagarono per un po' di tempo tenendosi alla macchia fino a quando Morcar non si unì alla gente dell'Isola di Ely dove rimase fino alla loro resa e si dice che Morcar si sia arreso solo dietro promessa che il re lo avrebbe perdonato e trattato da amico leale. Sia quel che sia Guglielmo affidò Morcar alla custodia di Roger de Beaumont che lo portò con sé in Normandia sotto stretta custodia.
Quando Guglielmo fu sul letto di morte nel 1087 ordinò che Morcar fosse rilasciato insieme a tutti gli altri che erano stati tenuti sotto custodia purché giurassero di non disturbare la pace dell'Inghilterra o della Normandia. Morcar non rimase libero a lungo, Guglielmo II d'Inghilterra lo prelevò al suo arrivo a Winchester e lo riportò in prigione, da quel momento di Morcar si perdono le tracce ed è quindi probabile che sia morto in catene.

## La finzione
Morcar venne portato sugli schermi da Noel Johnson (28 dicembre 1916-1º ottobre 1999) nello sceneggiato della BBC The Conquest del 1966 e da Simon Rouse (24 giugno 1951) nel dramma televisivo Blood Royal: William the Conqueror. Morcar è anche uno dei protagonisti del romanzo di Henry Treece (22 dicembre 1911-10 giugno 1966) Man With a Sword dove è alleato di Hereward il Fuorilegge a dispetto dei loro scontri passati.